# Брейди (пирог)
Брейди (англ. Bridie или Forfar bridie) — небольшой шотландский пирог или пирожок с мясом, который происходит из Форфара в Шотландии.

## История и приготовление
Говорят, что брейди были придуманы пекарем из Форфара в 1850-х годах. Название может относиться к частому присутствию пирога в свадебных меню (англ. bride — невеста) или к Маргарет Брейди (Margaret Bridie) из Глэмиса, «которая продавала их на Баттермаркете в Форфаре».
Брейди похожи на корниш пасти, но, поскольку они сделаны без картофеля, имеют более тяжелую текстуру. Пекари в Форфаре традиционно используют песочное тесто для своих брейди, но в других частях Шотландии иногда его заменяют быстрым или грубым слоёным тестом. Начинка брейди состоит из рубленого стейка, сливочного масла и говяжьего жира, приправленных солью и перцем. Иногда его готовят с рубленым луком. Перед выпечкой начинку для брейди кладут на тесто для выпечки, которое затем сворачивают в полукруглую форму, края обжимают. Перед выпеканием в брейди делают отверстие, чтобы выходил пар, и обычно смазывают яйцом. Если пекарь протыкает одно отверстие в верхней части брейди, это указывает на то, что он простой или без лука; две дырочки означают, что он содержит лук. Это правило, которое применяется также к шотландскому пирогу.

## Культурное значение
- Брейди является предметом шотландского шибболета в Данди: «Gie iz twa bridies, a plen ane an an ingin ane an aa» (Дайте мне два брейди, простой и с луком)[4].
- Брейди является талисманом футбольного клуба Forfar Athletic, который играет в Шотландской профессиональной футбольной лиге[5].